# Living the Dream (Slash)
Living the Dream è il quarto album in studio del chitarrista statunitense Slash, pubblicato il 21 settembre 2018 dalla Snakepit Records e dalla Roadrunner Records.

## Descrizione
Il terzo disco inciso con Myles Kennedy e i The Conspirators è stato realizzato mentre Slash si trovava impegnato nel Not in This Lifetime... Tour con i Guns N' Roses. È il primo album registrato con il chitarrista ritmico Frank Sidoris, che aveva affiancato il gruppo nei tour di Apocalyptic Love (2012) e World on Fire (2014); nei precedenti album le parti di chitarra ritmica erano state registrate da Myles Kennedy e Slash.
Riguardo al titolo dell'album, Slash ha spiegato che esso non è un riferimento alla sua vita, bensì una frase sarcastica riguardo alla situazione politica attuale a livello globale.

## Tracce
Testi e musiche di Saul Hudson e Myles Kennedy.
1. The Call of the Wild – 3:59
2. Serve You Right – 5:11
3. My Antidote – 4:16
4. Mind Your Manners – 3:37
5. Lost Inside the Girl – 6:29
6. Read Between the Lines – 3:36
7. Slow Grind – 3:35
8. The One You Loved Is Gone – 4:49
9. Driving Rain – 4:10
10. Sugar Cane – 3:08
11. The Great Pretender – 5:25
12. Boulevard of Broken Hearts – 4:05

## Formazione
Gruppo
- Slash – chitarra
- Myles Kennedy – voce
- Todd Kerns – basso, voce
- Brent Fitz – batteria, percussioni, pianoforte elettrico
- Frank Sidoris – chitarra ritmica

Produzione
- Michael "Elvis" Baskette – produzione, missaggio
- Ted Jensen – mastering
- Jef Moll – ingegneria del suono
- Patrick Kehrier – assistenza tecnica
- Josh "J-Shwa" Saldate – assistenza tecnica
- John Ewing – ingegneria alla pre-produzione

## Classifiche
| Classifica (2018)          | Posizione massima |
| -------------------------- | ----------------- |
| Australia                  | 4                 |
| Austria                    | 2                 |
| Belgio (Fiandre)           | 20                |
| Belgio (Vallonia)          | 15                |
| Canada                     | 24                |
| Finlandia                  | 21                |
| Francia                    | 24                |
| Germania                   | 6                 |
| Giappone                   | 30                |
| Irlanda                    | 28                |
| Italia                     | 3                 |
| Norvegia                   | 26                |
| Nuova Zelanda              | 15                |
| Paesi Bassi                | 21                |
| Polonia                    | 9                 |
| Portogallo                 | 16                |
| Regno Unito                | 4                 |
| Regno Unito (rock & metal) | 1                 |
| Repubblica Ceca            | 10                |
| Spagna                     | 6                 |
| Stati Uniti                | 27                |
| Stati Uniti (hard rock)    | 1                 |
| Stati Uniti (rock)         | 3                 |
| Stati Uniti (tastemakers)  | 4                 |
| Svezia                     | 4                 |
| Svizzera                   | 1                 |
| Ungheria                   | 2                 |